# هور الدلمج
هور الدلمج أو هور عماد ال مكرود الحرامي هو مُسطّح مائي كبير في العراق يقع بين محافظة القادسية غربا من جهة قضاء عفك و محافظة واسط شرقاً من جهة قضاء النعمانية وقضاء الاحرار و يتغذّى من المصب العام
الواقع بين دجلة والفرات.
يشتهر بوفادة أعداد كبيرة من أنواع الطيور المهاجرة سنويا من قارات العالم أوروبا وآسيا إليه، كذلك وجود كميات كبيرة من الأسماك. ولا يبعد كثيراً عن مدينة نيبور نفر الأثرية المهمة. وكما يوجد مشروع من قبل محافظة الديوانية لعمل قرية سياحية فيه قدّمت مخططهُ شركة ألمانية.

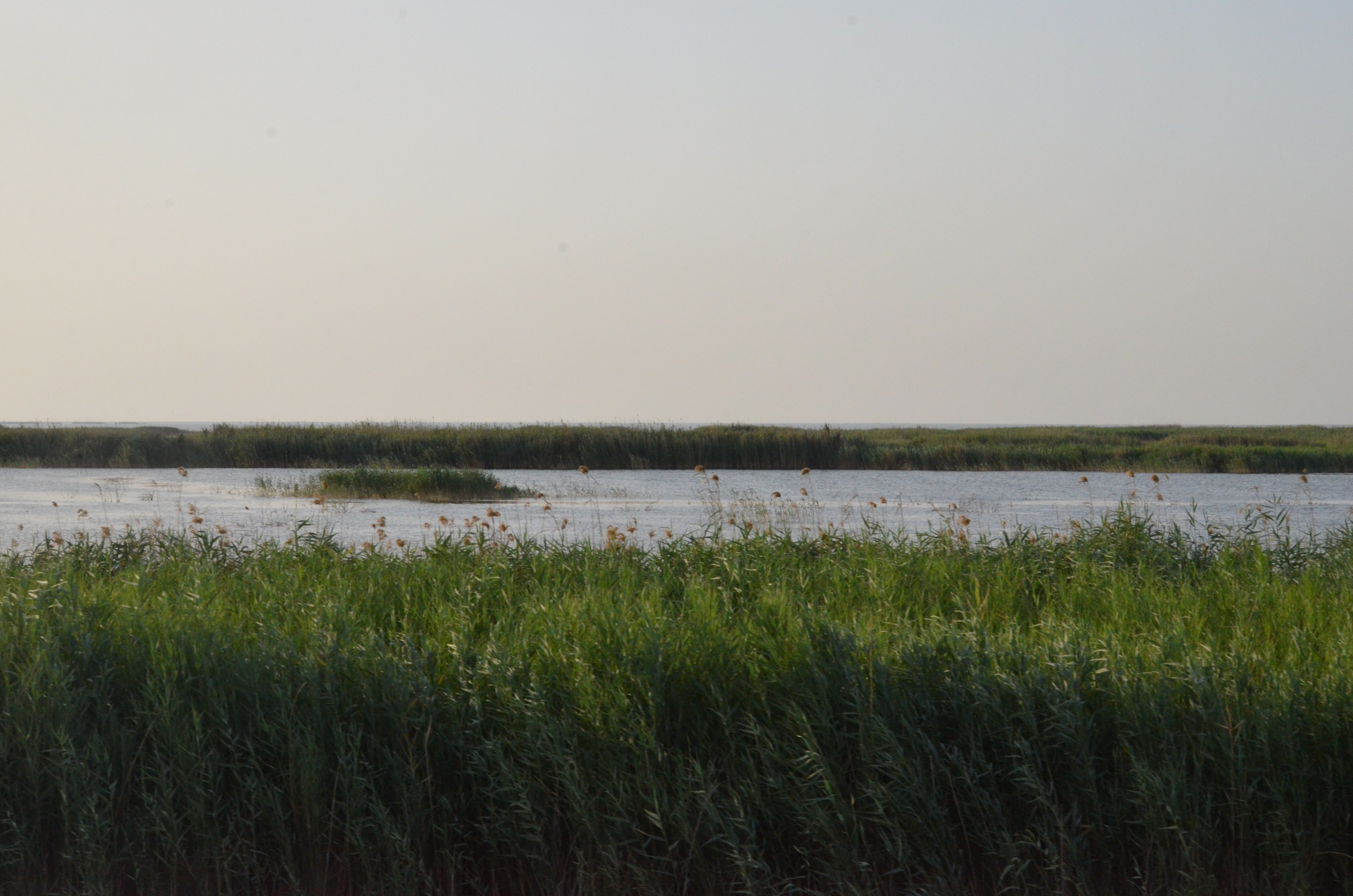
هور الدلمج

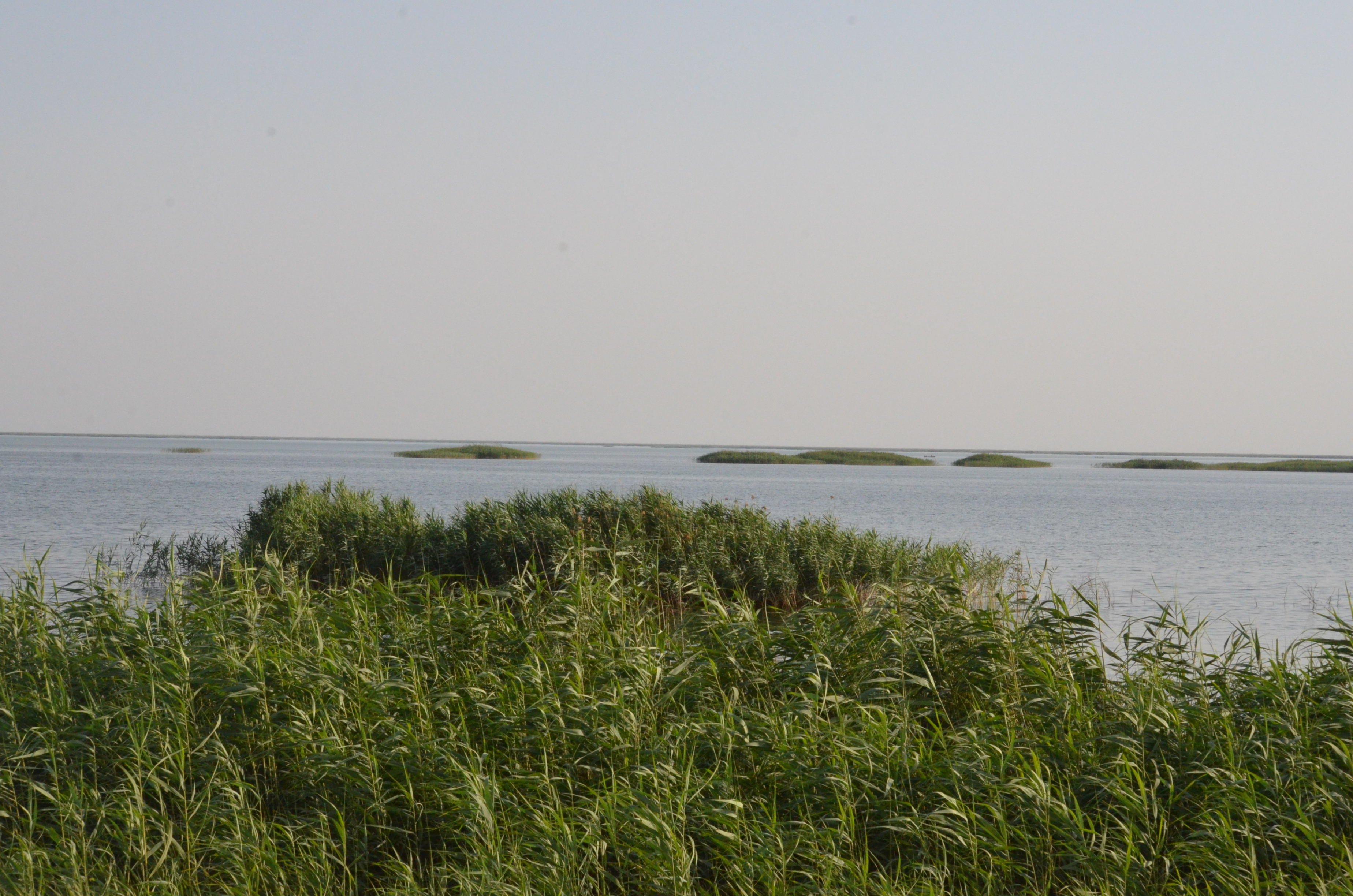
هور الدلمج

تبلغ مساحة هور الدلمج تقريبا 120 ألف دونم تقع حول محيط الهور مناطق أثرية كثيرة جداً بالإضافة إلى أن هذا الهور كان في السابق من المواقع الأثرية الغنية جداً قبل أن تغمره المياه ولا تزال العديد من التلال الأثرية شامخة فيه فهو امتداد لمدينة نيبور الأثرية ويعتبر أيضا من مصادر صيد الأسماك في منطقة الجنوب العراقي ويرتزق من هذا الهور قرابة 2500 عائلة وقد تم إنشاء سدّة ترابية حول محيط الهور بالكامل لمنع عبور مياه الهور للأراضي الزراعية القريبة. هور الدلمج أو بحيرة الدلمج ليس هوراً طبيعياً. الهور تم إنشاؤه كجزء من منظومة تشغيل المصب العام. والغرض من إنشائه هو استخدامه كخزان مائي وقتي لتخفيف الضغط عن المصب العام في منطقة السايفون عند تقاطع المصب مع نهر الفرات جنوب الناصرية. حيث أن تصاميم المصب العام تتطلب إنشاء محطة ضخ ضخمه يصل تصريفها إلى 240 متر مكعب في الثانية مهمتها ضخ مياه المصب (وهي مياه بزل زراعي مالحة) من خلال السايفون تحت نهر الفرات لتذهب إلى شط البصرة ثم خور عبد الله ثم الخليج. محطة الضخ هذه كانت في حينها غير متوفرة. فاضطرت وزارة الري في حينها أو وزارة الموارد المائية إلى تشغيل السايفون سيحاً وبتصريف مقداره 80 متراً مكعباً بالثانية وهو أقل بكثير من التصرف التصميمي. ولغرض السيطرة على مياه المصب وضمان عدم ارتفاع مناسيبه عند الناصرية تم إنشاء بحيرة الدلمج لخزن المياه الفائضة عن طاقة تصريف السايفون خصوصاً أوقات التصريف العالية في المصب. على أن يتم تصريف مياه البحيرة تدريجيّاً وحسب ما تسمح به سعة السايفون.

## مستقبل الهور ومؤهلاتة
ويملك الهور ما يؤهله لأن يكون معلماً سياحياً لو استثمر كما يجب، لما يحتويه من طبيعة وأحياء نادرة. وقد عانى من اهمال الحكومات المتعاقبة المتعمد، وقد دعى عضو ائتلاف دولة القانون ايمان الوائلي الحكومتين المحلية والاتحادية، إلى احياء هور الدلمج وانقاذ الثروة السمكية للنهوض بالواقع الاقتصادي عن طريق المدخولات للاقتصاد عن طريق المعالم السياحية في الهور. إذ أكد أن هور الدلمج مستأجر من قبل شخص غير كفوء وفق عقد مع وزارة الزراعة بمبلغ (25) مليون دينار سنوياً، في حين أن هذا المبلغ يمكن استحصاله ضمن عمل يوم واحد فقط في المشروع، ونظرا لمكانة ومقوماتة السياحية فان العديد من الشركات ترغب بتطويره من خلال الاستثمار والاستفادة من المقومات الطبيعية والاقتصادية التي يتمتع بها. وأن المتخصصين في دائرة زراعة واسط اعدوا دراسة تفصيلية تبين من خلالها امكانية تحويل هور الدلمج في واسط إلى محمية طبيعة والعمل على تحويلها إلى منتجع سياحي يرتاده العديد من السائحين الاجانب والعرب و (بعض العرب من سكان قرى قريبه من قرية الكريشات من صيادين رسول عقيل زهير و حيدر محسن حياوي و احمد فرحان حياوي و حسين علي الركابي بعد عديد من صيادين سمك في الهور في حدود قضاء الفجر يعد يبعد من هور حوالي 24 كم عن هور ) .

## معرض الصور

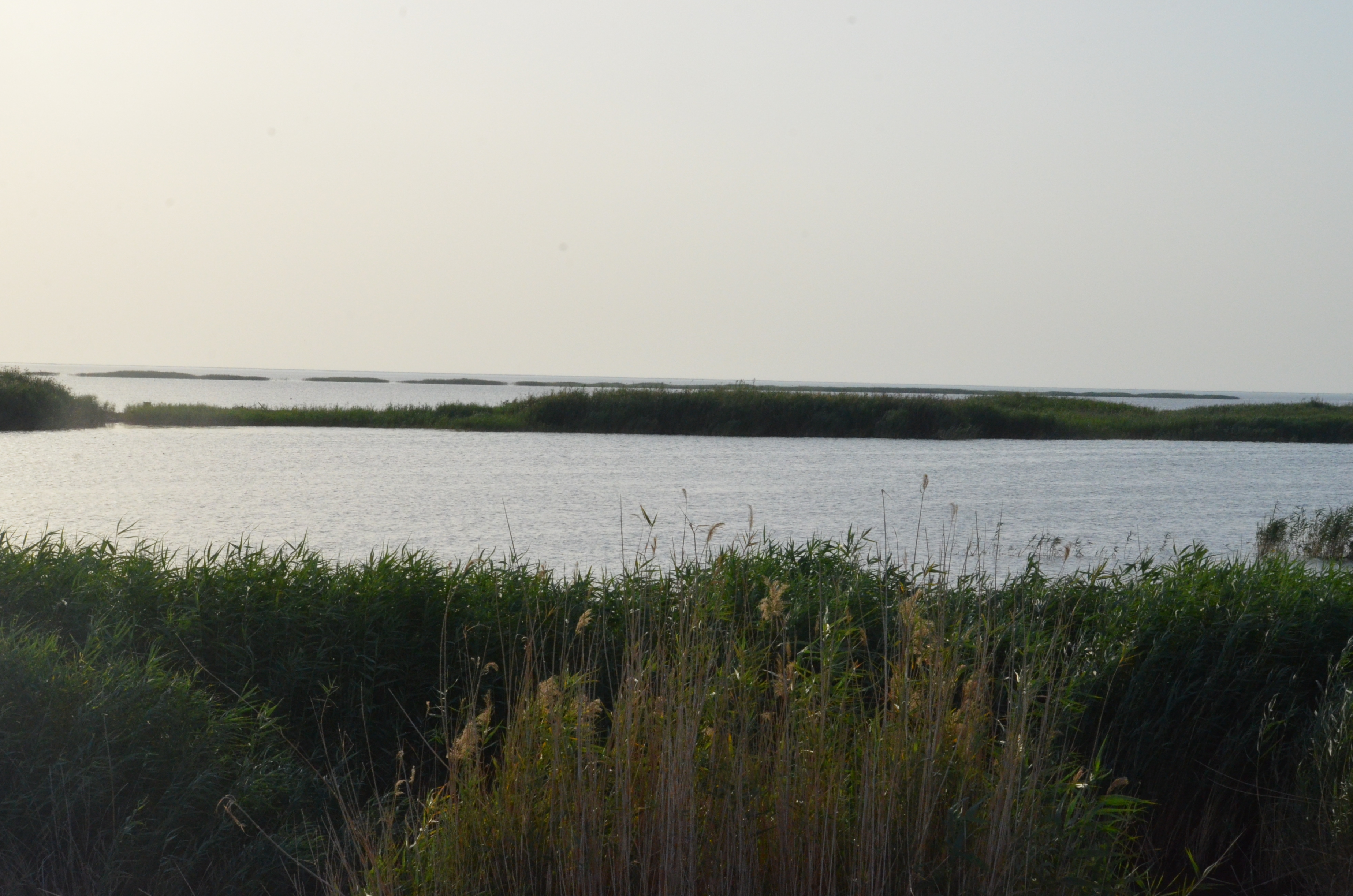
صورة من هور الدلمج
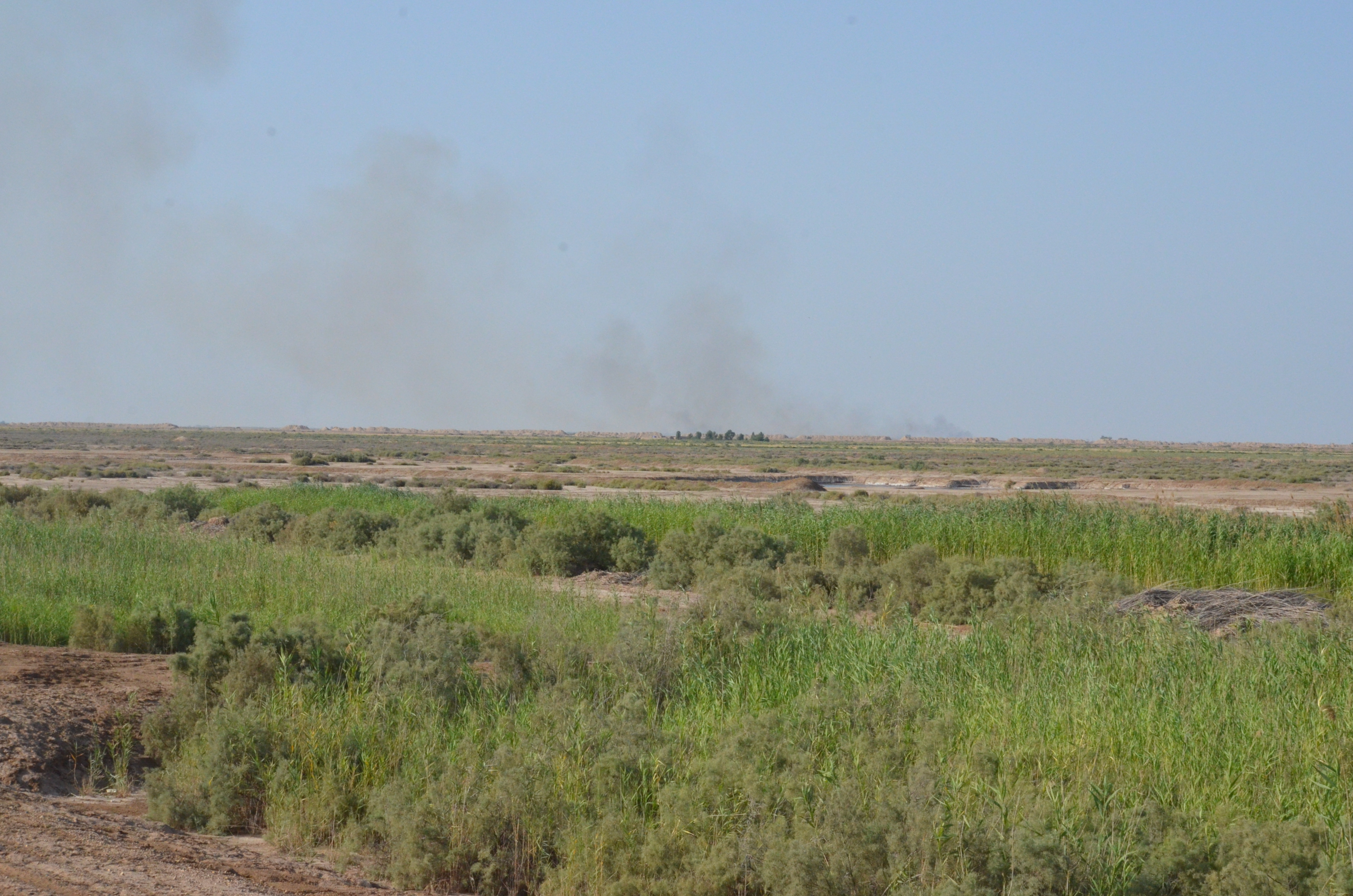
صورة من هور الدلمج
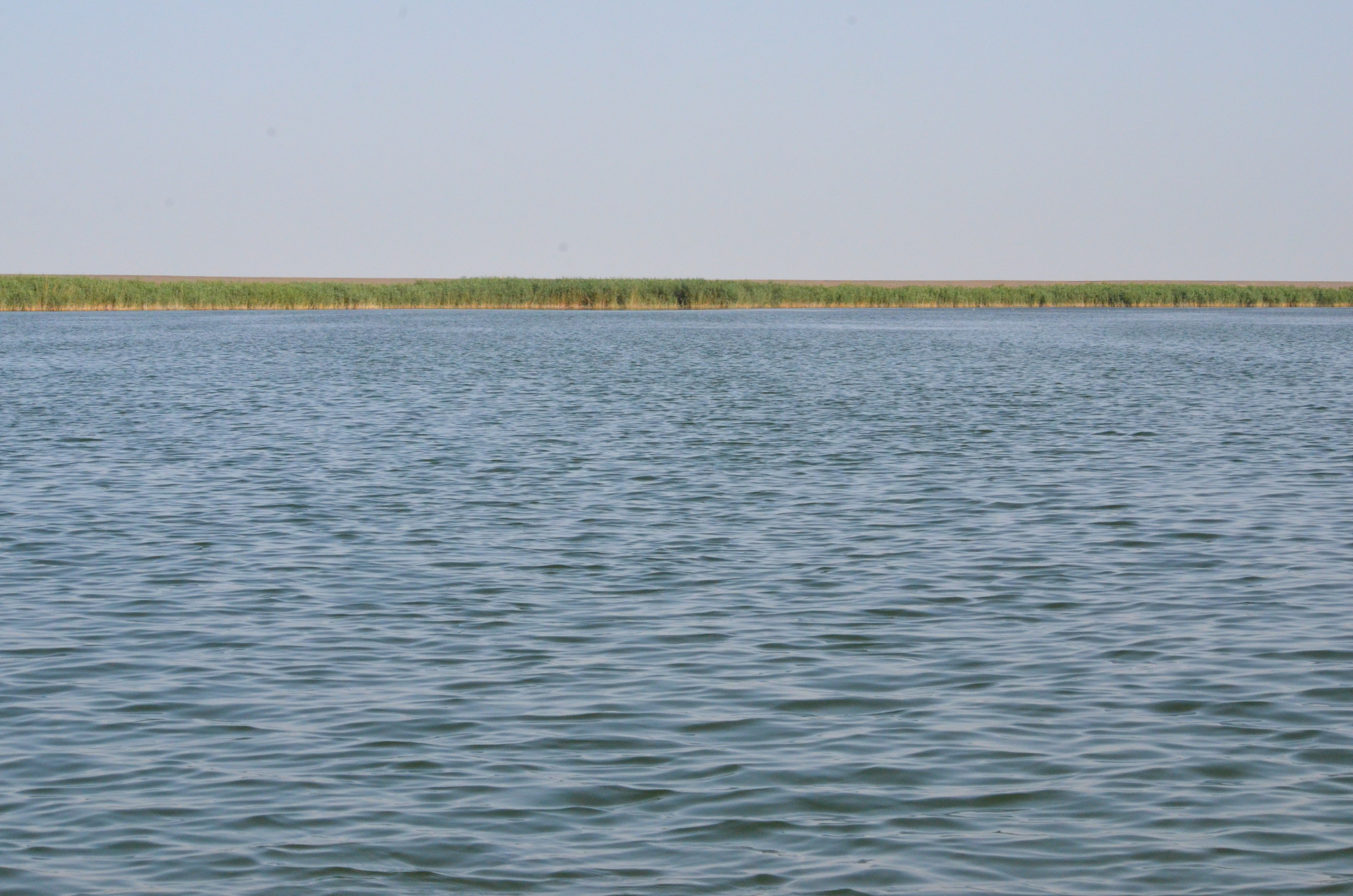
صورة من هور الدلمج 2
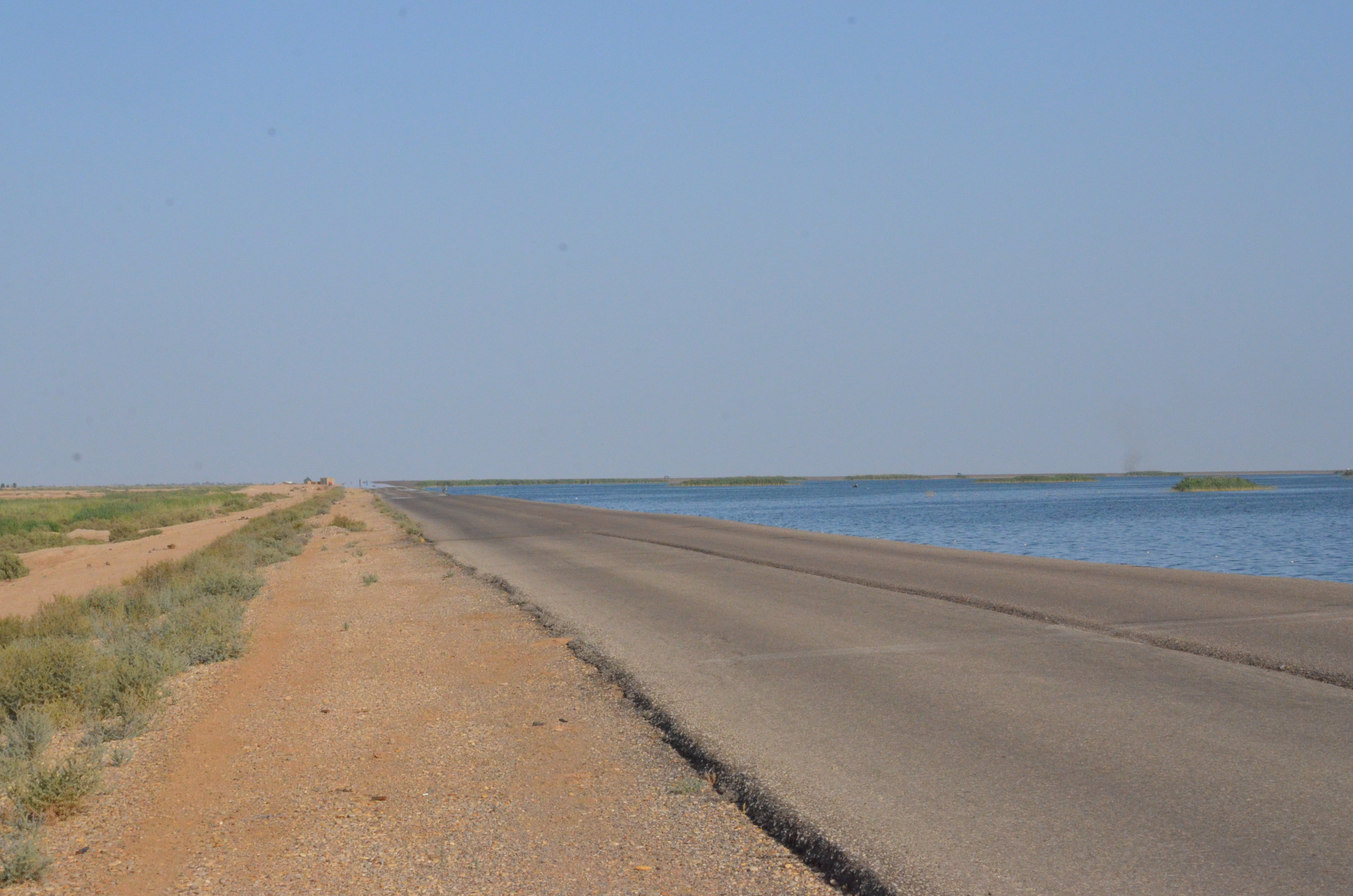
صورة من هور الدلمج 3
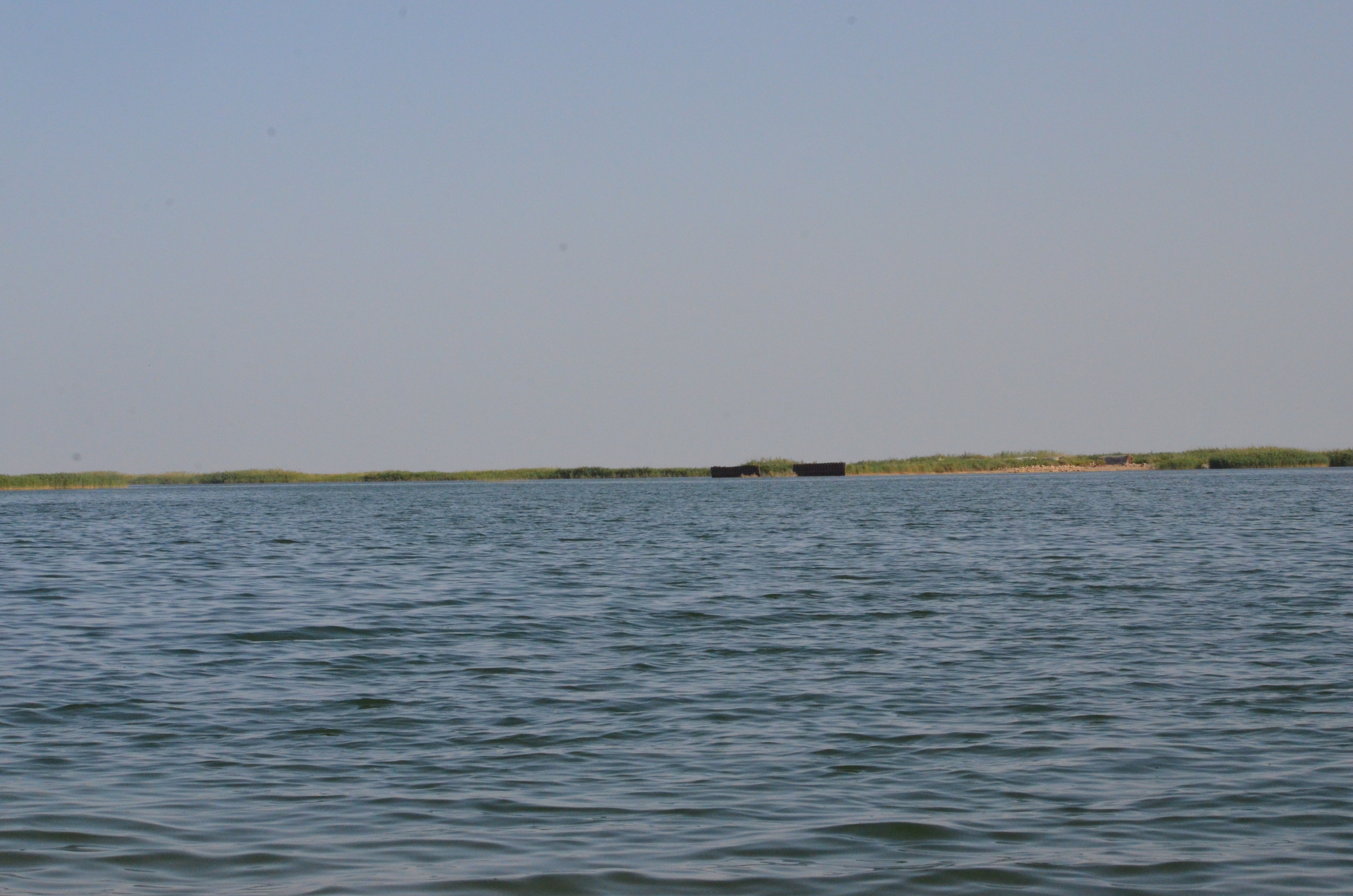
صورة من هور الدلمج 4
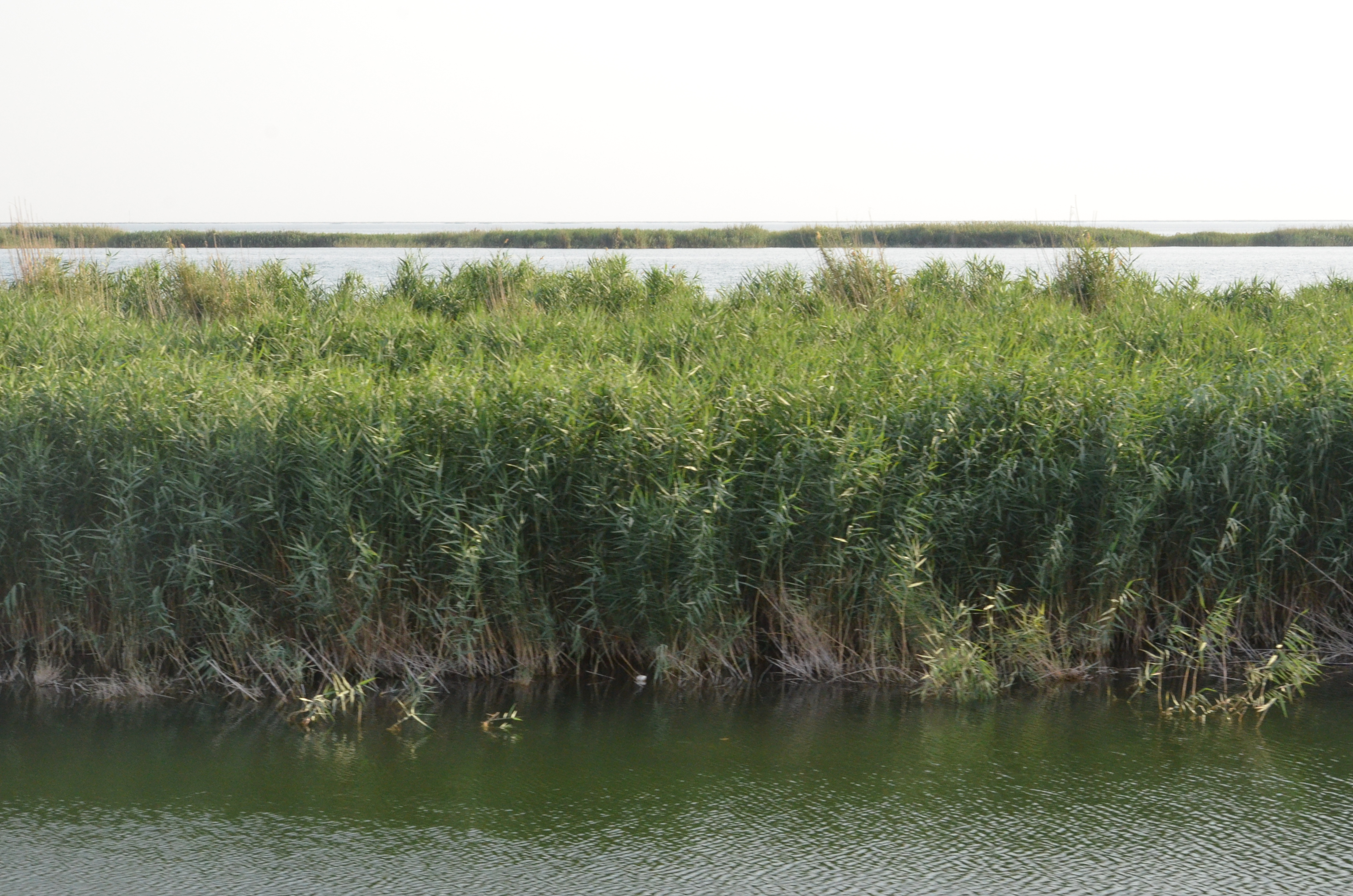
صورة من هور الدلمج 5
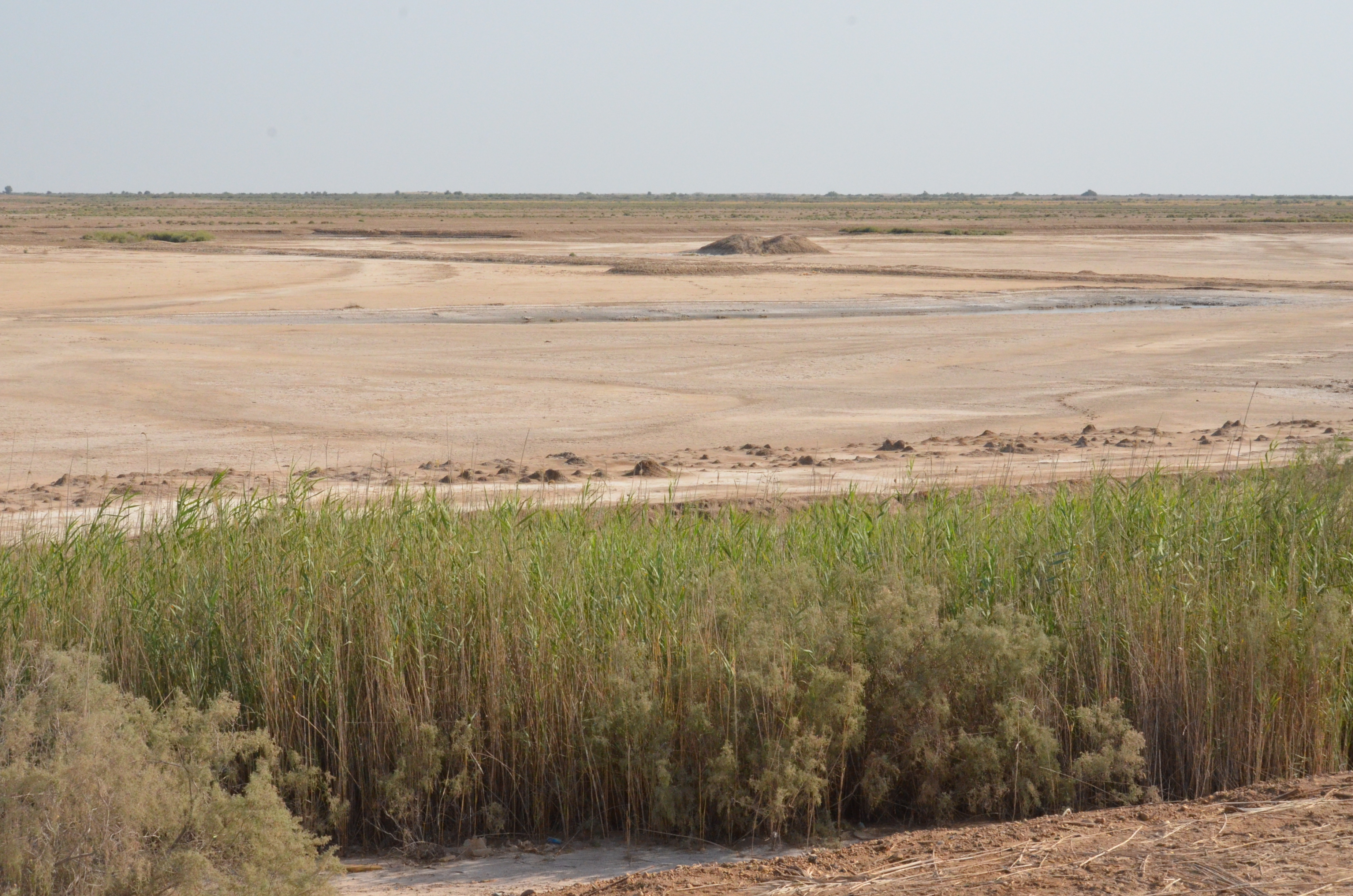
صورة من هور الدلمج 6